# Jaderná elektrárna

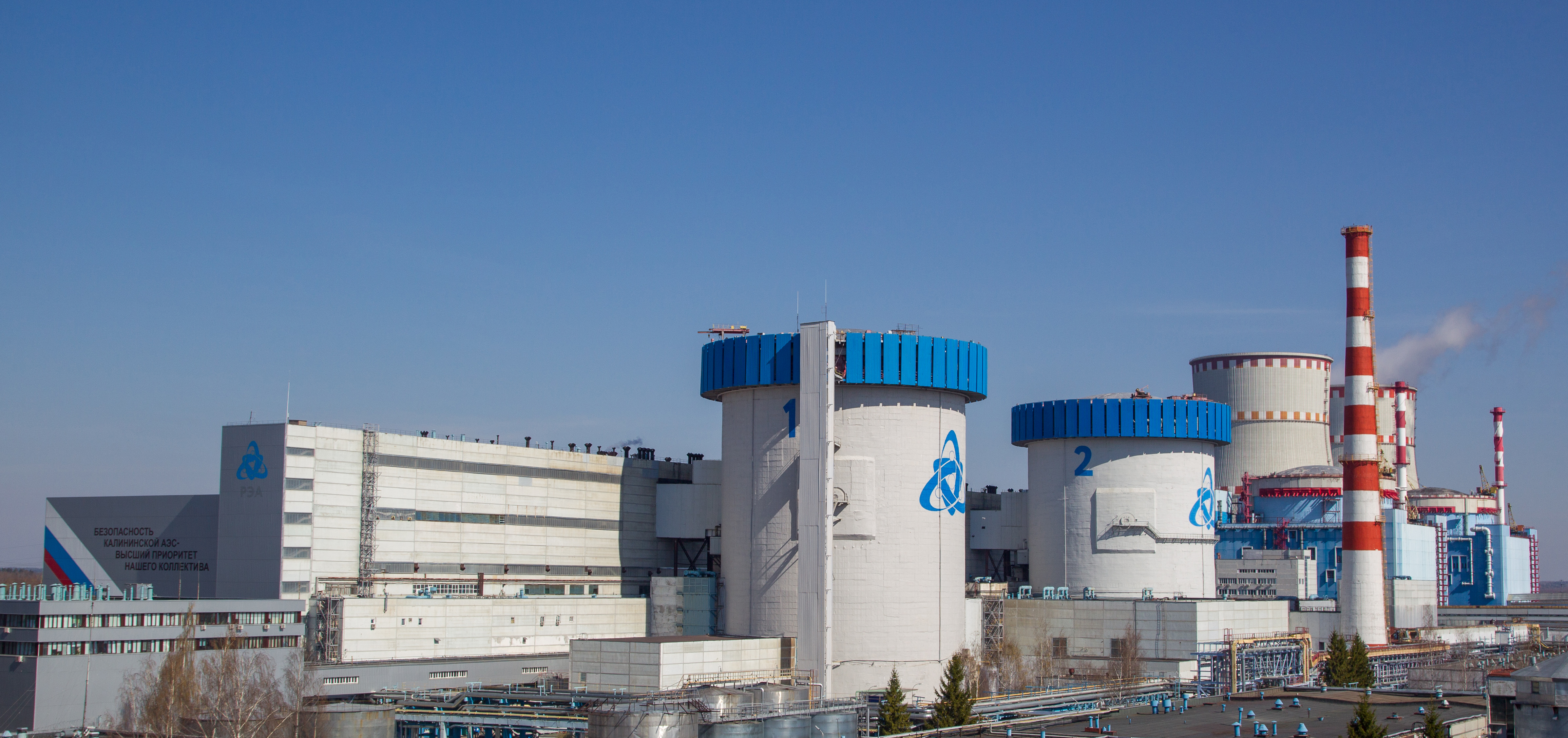
Jaderná elektrárna poblíž města Kalinin, Rusko

Jaderná elektrárna (zkratkou JE) je typem elektrárny sloužící k výrobě elektrické energie za použití obohaceného uranu jako paliva. Malá část elektráren používá přírodní (neobohacený) uran. Vstupní energií je teplo vznikající štěpnou reakcí, při které neutron rozštěpí jádro izotopu uranu-235 za uvolnění vazebné energie jádra. Rozštěpením jednoho jádra uranu se uvolní energie 200 MeV.
Provozem jaderných elektráren se zabývá obor jaderná energetika. Ve fázi vývoje jsou jaderné elektrárny fúzní využívající místo štěpení těžkých jader, slučování jader lehkých, typicky vodíku, deutéria a tritia.

## Princip
Jaderná elektrárna má v případě tlakovodního reaktoru tři okruhy: primární (jaderný), sekundární (elektrický) a terciární (chladící).
V principu se jedná o tepelnou elektrárnu, která jako tepelný zdroj používá jaderný reaktor uzavřený v kontejnmentu. Teplo je odváděno do parogenerátoru vyrábějící vysoce energetickou páru o teplotě (typicky 260-280 °C) a tlaku (typicky 4,5 - 7 MPa). Pára v turbínové hale pomocí parních turbín roztáčí alternátor a ten vyrábí elektřinu. Tyto části tvoří blok jaderné elektrárny. Elektrárna většinou obsahuje více bloků a další provozy, zejména chladící okruh s chladicími věžemi. Dále je v objektu dočasné úložiště jaderného odpadu a záložní dieselgenerátorové stanice pro výpadek dodávek elektrické energie typu blackout. Štěpná reakce je pomocí borových havarijních tyčí zastavena okamžitě, ale jaderné bloky musejí být ještě řádově měsíce chlazeny, aby nedošlo k následné havárii.
Elektrárna může tepelnou energii využívat i přímo k výrobě vodíku nebo vytápění, některé elektrárenské reaktory mohou vyrábět plutonium.

## Charakteristika

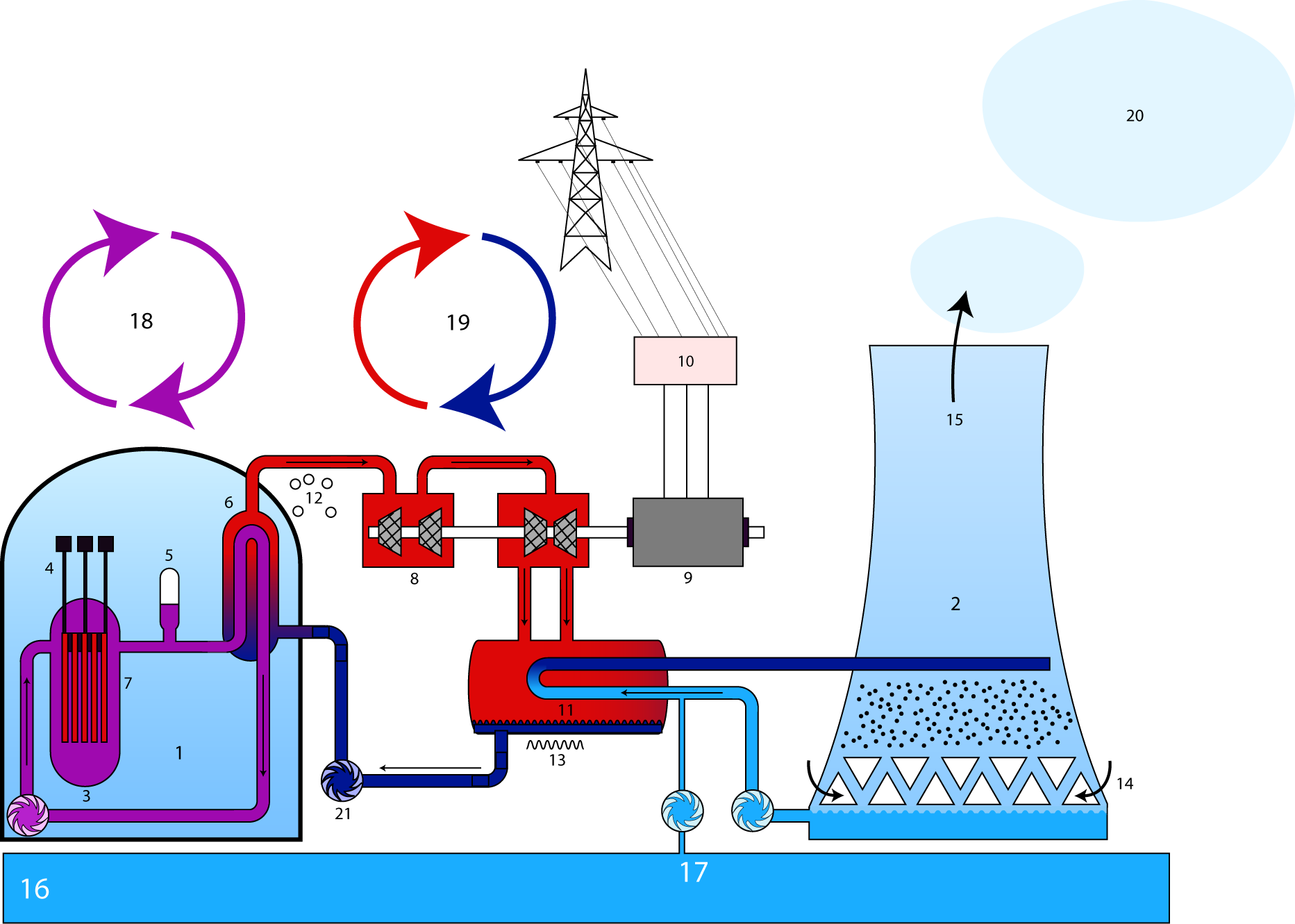
Schéma nejběžnějšího typu jaderné elektrárny s tlakovodním reaktorem:
1) Reaktorová hala, uzavřená v nepropustném kontejnmentu;
2) Chladicí věž;
3) Tlakovodní reaktor;
4) Řídící tyče;
5) Kompenzátor objemu;
6) Parogenerátor – v něm horká voda pod vysokým tlakem vyrábí páru v sekundárním okruhu;
7) Aktivní zóna;
8) Turbína – vysokotlaký a nízkotlaký stupeň;
9) Elektrický generátor;
10) Transformační stanice;
11) Kondenzátor sekundárního okruhu;
12) Pára;
13) Kondenzát;
14) Přívod vzduchu do chladicí věže;
15) Odvod teplého vzduchu a páry komínovým efektem;
16) Řeka;
17) Chladicí okruh;
18) Primární okruh (voda pouze kapalná pod vysokým tlakem);
19) Sekundární okruh (červeně značena pára, modře voda);
20) Oblaka vzniklá kondenzací vypařené chladicí vody;
21) Pumpa.

### Palivo
Současné jaderné elektrárny využívají jako palivo převážně obohacený uran, což je přírodní uran, v němž byl zvýšen obsah izotopu 235U z původních zhruba 0,7 % na 2–6 %. Podle odhadů geologů a OECD vydrží známé a předpokládané zásoby uranu nejméně na 270 let.
Palivo v reaktoru zůstává do doby, než je pohlcování neutronů tak velké, že nemůže dále pokračovat řetězová reakce, což je typicky 3-5 let. Poté je vyhořelé palivo přesunuto do bazénu pro skladování vyhořelého paliva. Po ochlazení vzniká dalším zpracováním z paliva vysoce radioaktivní odpad, který je nutné skladovat stovky až tisíce let odděleně od biosféry, kvůli zamezení kontaminace radioaktivitou.
Vyhořelé palivo může být dále využito v rychlých reaktorech, které významně sníží množství jaderného odpadu a uzavřou jaderný palivový cyklus. V provozu je na světě asi 20 výzkumných i produkčních reaktorů. Protože vyhořelé palivo je z většiny štěpný materiál, některé země (Francie, Rusko) ho přepracovávají na štěpný materiál a materiál, který sice není štěpný, ale může být na štěpný konvertován pomocí neutronů. Tato konverze však produkuje dražší jaderné palivo, než výroba nového paliva z nově vytěženého uranu.

Všechny reaktory produkují určité množství izotopu plutonia-239, který je obsažen ve vyhořelém palivu, a protože je tento nuklid hlavním štěpným materiálem používaným v jaderných zbraních, je přepracování jaderného paliva rizikem pro šíření jaderných zbraní.

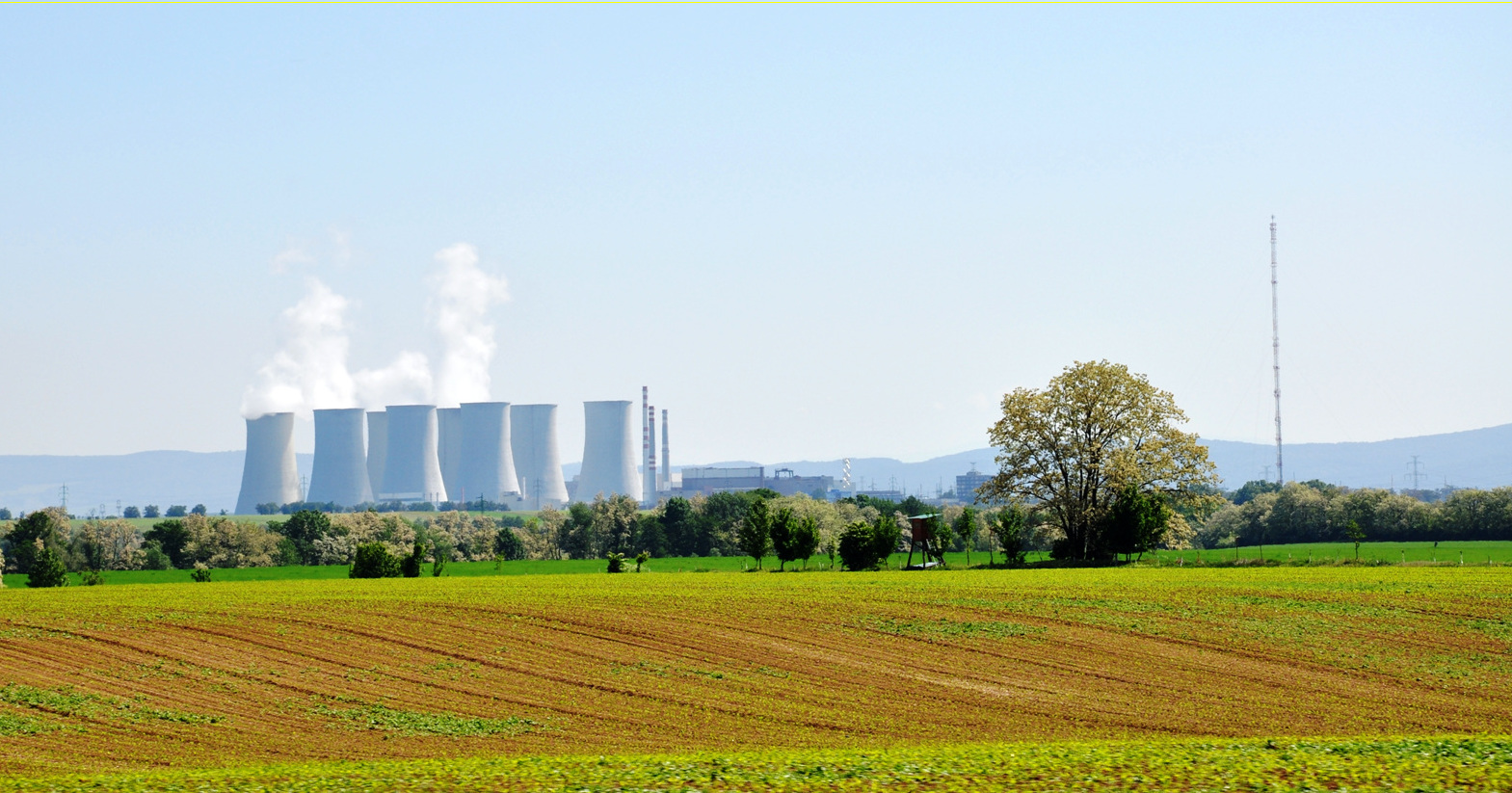
Jaderná elektrárna Jaslovské Bohunice (Slovensko).

### Regulace výkonu
Jaderné elektrárny jsou z energetického hlediska vhodné především pro výrobu elektrické energie v režimu základního zatížení, což znamená, že je vhodné, aby vyráběly energii pokud možno nepřetržitě. Regulace výkonu je sice možná, například v případě jaderné elektrárny Dukovany byla odzkoušena regulace až na 50 % jmenovitého výkonu, je však neekonomická, protože náklady na palivo tvoří jen malou část výrobních nákladů. Testuje se i možnost, že chlazení reaktoru nemusí využívat externí zdroj.

### Náklady
České jaderné elektrárny v roce 2022 produkovaly 1 MWh za 250 Kč.
Stavba jaderné elektrárny trvá 5 až 10 let a je finančně velmi nákladná. Vznik nových jaderných elektráren je ztížen tím, že přes dlouhou životnost se musí náklady na stavbu zaplatit za krátkou dobu. Jaderné elektrárny mají vysokou pořizovací cenu, ale nízkou cenu provozu, údržby a nízká je i cena paliva. Proto jsou jaderné elektrárny používány jako základní zdroj elektřiny, protože jejich nepřetržitý běh na plný výkon nejlépe amortizuje vysoké fixní náklady na jejich stavbu.

### Životnost
Jediným dílem, který v jaderné elektrárně nelze vyměnit, je tlaková nádoba. Životnost jaderné elektrárny Dukovany byla plánována na 30 let, ale v roce 2020 již fungovala 35 let, protože se ukázalo, že materiál stárne pomaleji. Podle studie ČEZ bude možné jadernou elektrárnu Temelín provozovat i do hranice 60 let, tedy do roku 2062.
V roce 2024 byla v Japonsku prodloužena životnost tlakovodní nádoby z původních 40 o dalších 20 let a jedná se o podmínkách dalšího prodloužení za hranici 60 let.

## Historie

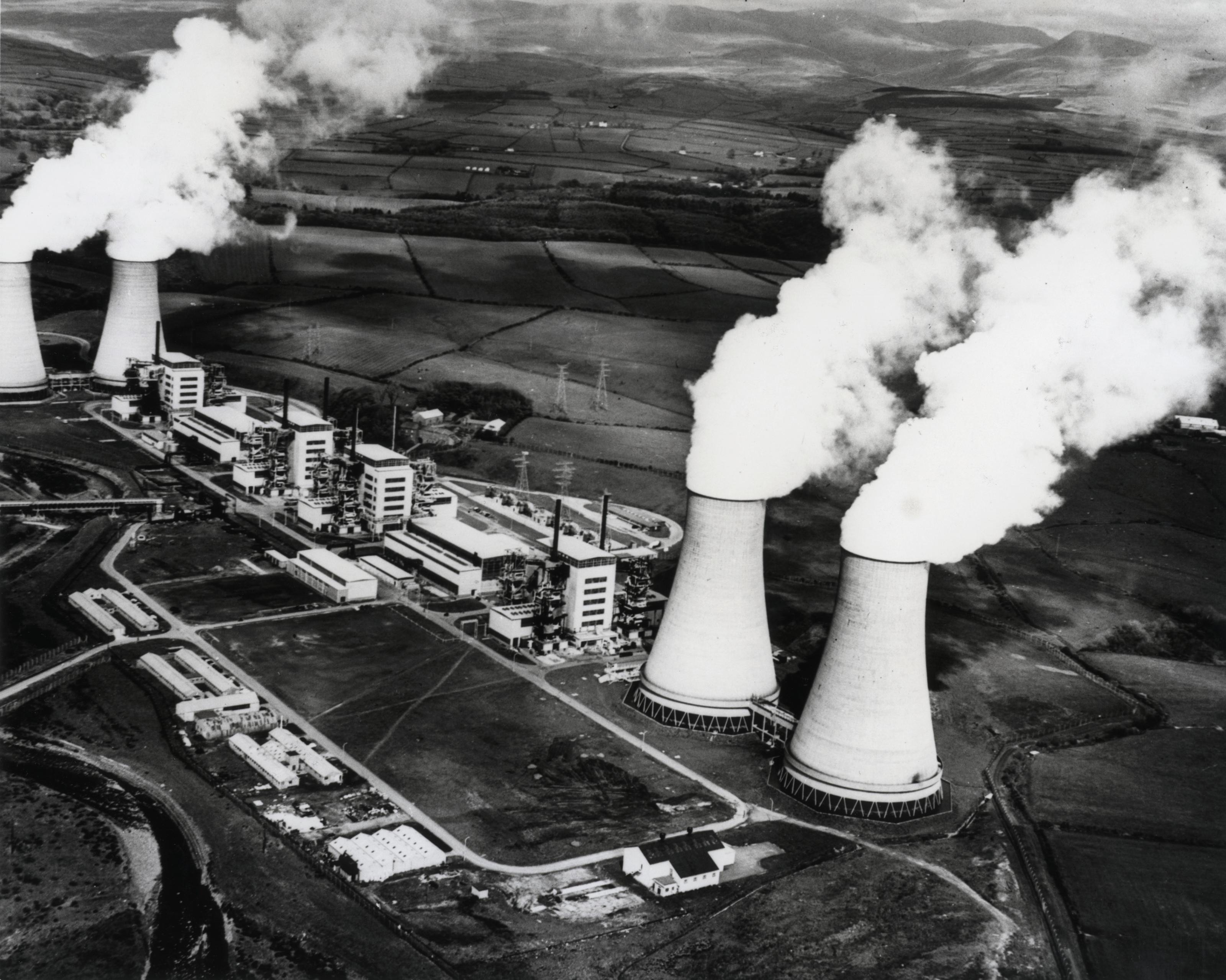
Jaderná elektrárna Calder Hall

První jaderný reaktor Chicago Pile-1 byl spuštěn 2. prosince 1942 na univerzitě v Chicagu. Zasloužil se o to tým italského vědce Enrica Fermiho, který tak rozběhl historicky první řízenou řetězovou jadernou reakci. 20. prosince 1951 byla na prvním experimentálním reaktoru EBR-1 ve státě Idaho v USA poprvé vyrobena elektřina pomocí jaderné reakce – byly rozsvíceny 4 žárovky. Později reaktor dosáhl elektrického výkonu 200 kW.

##### První elektrárny – mírové i vojenské využití
První elektrárna s civilním užitím, která dodávala proud do sítě pro domácnosti o výkonu 5 MW byla zprovozněna v Obninsku v SSSR. Do sítě byla připojena poprvé 26. června 1954. Jednalo se o předchůdce reaktorů RBMK.
Za první západní jadernou elektrárnu je považována elektrárna Calder Hall ve Velké Británii. Ta byla k síti připojena 27. srpna 1956. Její 4 bloky následně produkovaly elektrický výkon 4x60 MW. Tato elektrárna současně sloužila i pro vojenské účely (výroba plutonia).

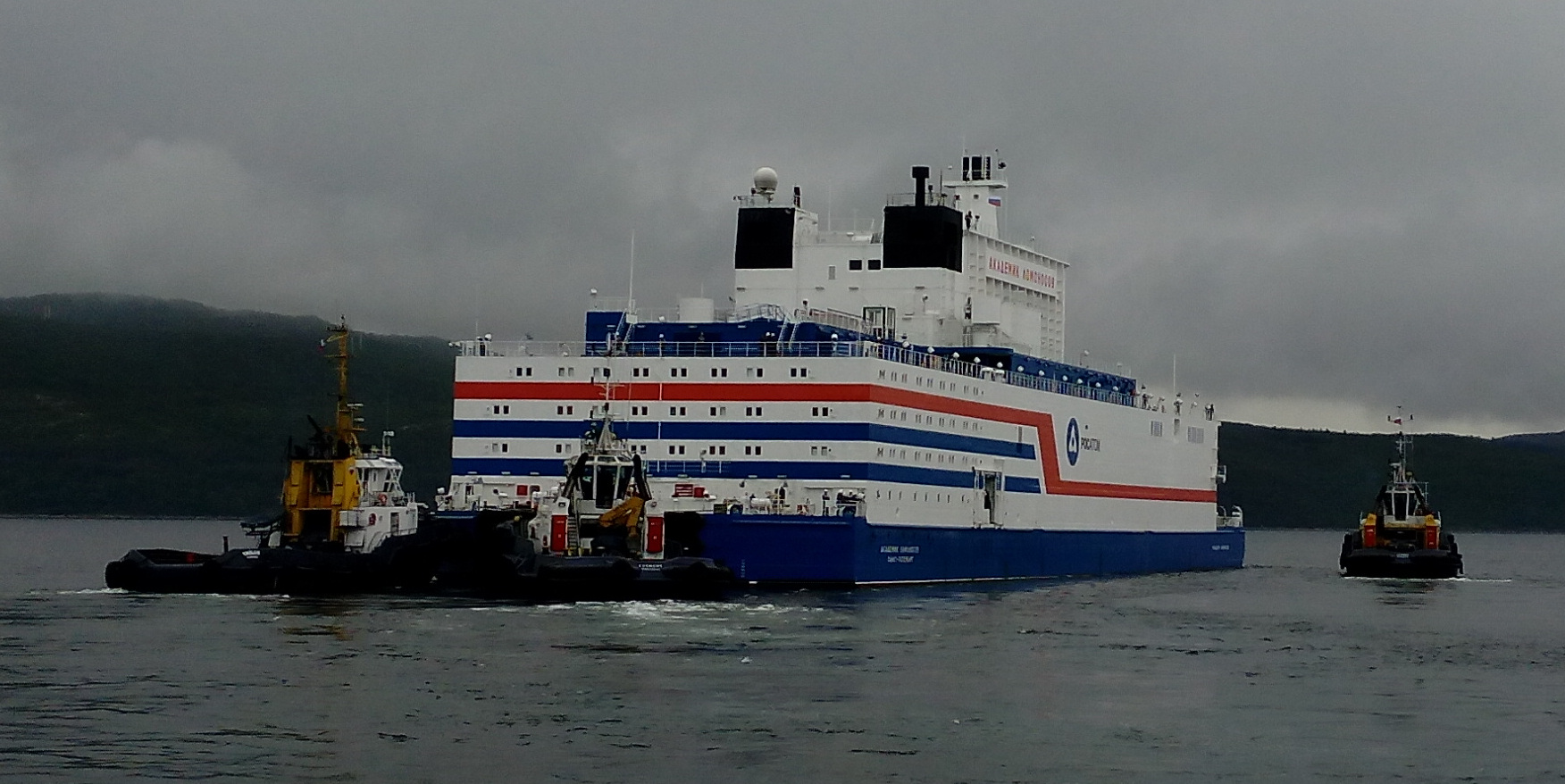
Plovoucí jaderná elektrárna Akademik Lomonosov (Rusko) v roce 2019

Dalším historickým milníkem bylo zprovoznění jaderné elektrárny Shippingport v Pensylvánii ve Spojených státech na konci roku 1957. Lze ji považovat za první jadernou elektrárnu vybudovanou pouze pro mírové účely, bez snahy vyrábět plutonium. Tento experimentální reaktor o elektrickém výkonu 60 MW měl dvojí účel. Byl prototypem pohonů vojenských plavidel a prototypem dnes nejrozšířenějších typů komerčních jaderných elektráren s tlakovodními reaktory (západní označení PWR, ruské označením VVER).

##### Ropná krize 1973 a rozvoj jaderné energetiky
V roce 1973 na Blízkém východě vypukl konflikt mezi Izraelem a arabskými státy, která následně vyvolala ropný šok a hospodářskou krizi. V reakci na konflikt mezi se v říjnu 1973 rozhodla organizace OPEC snížit export ropy "na tak dlouho, dokud Izrael nevyklidí zabraná území a nebudou obnovena práva palestinského lidu". Cena ropy vzrostla za necelý rok čtyřnásobně. Z důvodu závislosti na ropě se dostaly západní průmyslové státy a Japonsko do obtížné situace.
Ropný šok změnil v řadě zemí uvažování. Západoněmecká vláda vydala zákaz nedělní jízdy osobních automobilů a snížila dálniční rychlost na 100 km/h. V Lucembursku, Dánsku, Nizozemsku a Švýcarsku došlo také k omezení automobilové dopravy. OPEC však zvyšoval cenu nadále, až se cena barelu zvýšila z 2,83 USD v roce 1973 na 36,15 USD v roce 1980.
Jedním z důsledků ropné krize byla zahájení masové výstavba nových jaderných elektráren a zvyšování produkce elektrické energie z jádra. Roční výroba jaderných elektráren v Evropě:
- 50 000 GWh před rokem 1973,
- 200 000 GWh v roce 1980,
- 800 000 GWh v roce 1985.[23]

Mezi roky 1973 a 1990 nastal všeobecný a významný nárůst produkce jaderné energie. Nejvíce se produkce zvýšila ve:
- Francii – z 14 000 GWh na přibližně 300 000 GWh (asi 21 krát),
- Německu (v dnešních hranicích) vzrostla produkce z 11 500 GWh na 140 000 GWh (asi 12 krát),
- Sovětském svazu (ten jako významný producent ropy, nebyl ropným šokem přímo postižen), ale v daném období také zvýšil produkci elektřiny v jaderných elektrárnách z 5 400 GWh (1973) na 110 000 GWh (1990), tzn. asi 20 krát,
- USA, na které byl ze strany arabských států uvalen úplný ropný bojkot, vzrostla výroba ze 74 300 GWh (1973) na 580 000 GWh (1990), nárůst přibližně 13 krát.

Po roce 1990 nastalo snížení růstu výroby v jaderných elektrárnách a od roku 2000 se výroba elektřiny v některých, zejména evropských zemích, začala dokonce snižovat. Stál za tím strach ze zamoření po havárii v americké elektrárně Three Mile Island (1979), v černobylské elektrárně (1986), všeobecný nárůst ekologického aktivismu a v neposlední řadě i havárie v japonské Fukušimě v roce 2011 významně podkopaly důvěru v jadernou energetiku. Přímo na havárii ve Fukušimě zareagovalo Německo. 30. května 2011 německá vláda po výrazném nátlaku veřejnosti oznámila záměr odstavit všech 17 reaktorů do roku 2022.

##### První mobilní jaderná elektrárna
V roce 2018 byla spuštěna v Rusku první plovoucí jaderná elektrárna Akademik Lomonosov vyvinutá společností Rosatom. Disponuje dvěma jadernými reaktory KLT-40C, každý o elektrickém výkonu 35 MWe a tepelném výkonu 150 MWt. Při zakotvení na Čukotce začala dodávat elektrickou energii 19. prosince 2019. Plovoucí jaderná elektrárnu je strategický důležitým mobilním zdrojem velkého množství energie v nejsevernějších oblastech Ruské federace a v oblasti Arktidy.

## Protesty a útlum v některých zemích
Část obyvatelstva v některých zemích protestuje proti jaderné energetice a tyto protesty nabyly na intenzitě v poslední čtvrtině 20. století, obzvlášť po černobylské havárii. Podstatou protestů jsou zejména poukazy na rizika spojená s provozem jaderných elektráren, s jejich pořizovací cenou a problémy s použitým jaderným palivem a jeho těžbou paliva. Jedná se zejména o státy západní Evropy – Německo, Rakousko, Belgie, Nizozemsko, ale i Japonsko. V některých zemích existují díky soustavnému tlaku odpůrců jaderné energie plány na odklon od jaderného programu, event. odklon byl již dokončen.

##### Rakousko
V Rakousku se v roce 1978 konalo referendum, které 50,5 % hlasů rozhodlo o tom, že téměř hotová jaderná elektrárna Zwentendorf nebude uvedena do provozu a Rakousko se od jaderné energie úplně odkloní. Místo jaderné elektrárny byla tehdy dokončena uhelná elektrárna Dürnrohr, která využívala infrastrukturu Zwentendorfu. V roce 2019 byla přebudována na spalování zemního plynu. K roku 2025 vyrábí Rakousko téměř veškerou energii z obnovitelných zdrojů. Rakousko postavilo několik desítek přečerpávacích elektráren, díky kterým nakupuje mimo jiné noční přebytky elektrické energie z okolních zemích a využívá je následně v průběhu dne. Už v roce 2019 byl instalovaný výkon PVE v Rakousku 5 GW. Pro srovnání: v přibližně stejně velké České republice byl ve stejném roce instalovaný výkon PVE 1,2 GW a v 9 x větším Německu 6,7 GW.
Velké protesty z rakouské strany provázely kolem roku 2000, ale i později, spuštění a provoz jaderné elektrárny Temelín. Zejména formou blokování hraničních přechodů. Rakousko protestuje i proti plánům na dostavbu jaderné elektrárny Temelín.

##### Německo
Německo mělo na základě energetické politiky z roku 1998 program útlumu jaderné energetiky, na němž se dohodla vláda s provozovateli jaderných elektráren. Tento program byl sice v roce 2010 z rozhodnutí vládní koalice částečně zrušen a doba provozu jaderných elektráren prodloužena o 8 až 14 let, ale po tragédii ve Fukušimě se však Německo vrátilo víceméně k původní dohodě. Poslední tři JE byly v Německu odstaveny 15. dubna 2023. Strach z jaderné energetiky převýšil snahu o snižování emisí oxidu uhličitého. Německo po předčasném uzavření jaderných elektráren muselo paradoxně zvýšit výrobu v elektrárnách uhelných. Podle norské studie z roku 2024 by Německo v posledních 20 letech dosáhlo většího snížení emisí CO2 za výrazně nižší cenu zachováním či dokonce rozvojem jaderné energetiky.

##### Ostatní země
Itálie – v roce 1987 v referendu občané odhlasovali postupné ukončení využívání jaderné energie, v letech 2024-25 se začaly objevovat zprávy, že se Itálie chce k jaderné energetice vrátit.
Kazachstán – v roce 1999 odstavil jediný funkční reaktor v zemi. V roce 2024 se konalo referendum o výstavbě nových jaderných elektráren, ve kterém se obyvatelé vyslovily pro stavbu nových JE, které pravděpodobně postaví Čína.
Litva – na doporučení Evropské unie odstavila poslední jaderný reaktor v roce 2009.

## Stoupenci
Proti odpůrcům jaderné energie stojí početné skupiny stoupenců, kteří považují jadernou energetiku za jediné možné řešení hrozící energetické krize a globálního oteplování. Vidí jaderné elektrárny jako jedno z mála ekologicky přijatelných a reálných řešení energetických problémů 21. století. Jaderná energetika zabírá nejméně půdy. Často je zmiňována nutnost co nejrychlejšího vývoje fúzního reaktoru a jaderné elektrárny jsou považovány za jediný přijatelný prostředek, kterým se dá překlenout přechodné období vývoje a zavádění tohoto zdroje energie.
V mnoha státech světa se staví nové jaderné reaktory. K červenci 2025 je ve světě rozestavěných 69 reaktorů, v Evropě jich jsou ale jen jednotky.